# Крофордвил (Флорида)
Крофордвил (енгл. Crawfordville) насељено је место без административног статуса у америчкој савезној држави Флорида.

## Демографија
По попису из 2010. године број становника је 3.702.
| Група             | 2000.    | 2010.         |
| Белци             | 0 (0,0%) | 2.991 (80,8%) |
| Афроамериканци    | 0 (0,0%) | 436 (11,8%)   |
| Азијати           | 0 (0,0%) | 50 (1,4%)     |
| Хиспаноамериканци | 0 (0,0%) | 134 (3,6%)    |
| Укупно            | 0        | 3.702         |